# Georgia Davies (Musikerin)

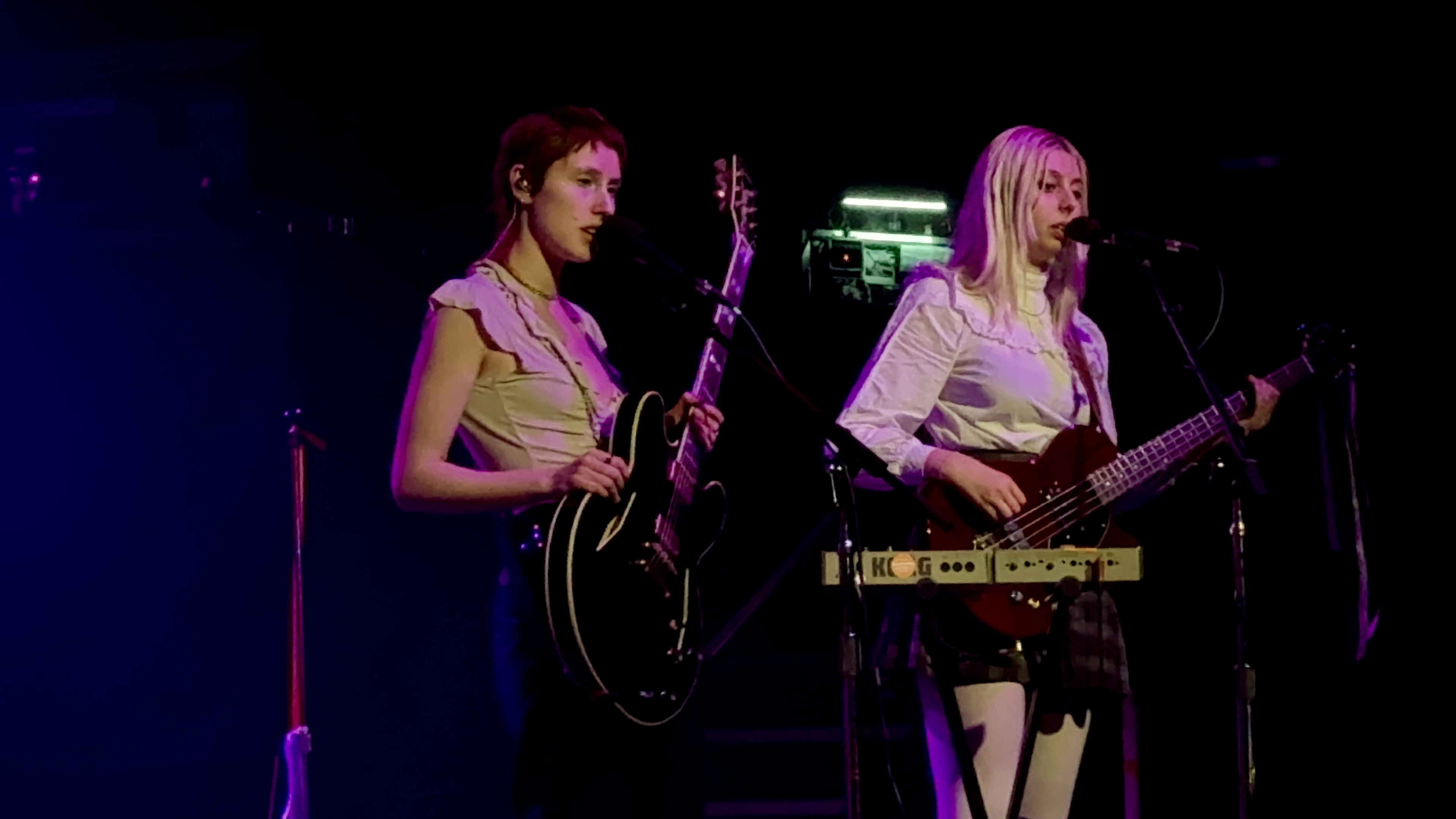
Georgia Davies (rechts) und Lizzie Mayland

Georgia Samantha Davies (geboren am 6. Mai 1999) ist eine Bassistin aus Australien. Sie ist vor allem als Mitglied der britischen Indie Rock Band The Last Dinner Party bekannt, die 2020 gegründet wurde. Davies Musik ist inspiriert von einer Vielzahl von Einflüssen, unter anderem Post-Punk und klassische Musik.

## Leben
Georgia Samantha Davies wurde am 6. Mai 1999 in Canberra, Australien geboren. Sie wuchs in den Northern Beaches von Sydney zusammen mit ihren zwei jüngeren Brüdern auf. Sie nahm schon früh Klavierunterricht, interessierte sich aber, nachdem sie Wayne's World geschaut hatte, sehr für die Bass-Gitarre.
Als Teenager trat sie mit ihren Brüdern zusammen als Band auf und nahm an High School Talentwettbewerben teil. Später zog sie nach Großbritannien und begann Literatur am King’s College London zu studieren.

## Karriere
Davies' professionelle Musik Karriere begann während ihrer Zeit am King’s College, wo sie sich mit Abigail Morris und Lizzie Mayland anfreundete. Die drei besuchten regelmäßig Konzerte zusammen und ihre Freundschaft führte später zur Gründung einer Band.
2020 gründeten sie zusammen mit Emily Roberts und Aurora Nishevci die Band „The Dinner Party“. 2023 änderten sie den Namen zu „The Last Dinner Party“, kurz bevor sie ihre Debüt-Single veröffentlichten. Davies's Bass-Stil, inspiriert von Peter Hook, wurde eine definierende Eigenschaft für den Sound der Band.
Bevor sie „The Last Dinner Party“ mitgründete, war Georgia Davies während ihrer College-Zeit Bassistin und Background-Sängerin für „Subterraneans“. Die Band trat zum letzten Mal 2018 auf.

## Musikalischer Stil und Einflüsse
Davies' sagt selbst, dass ihr Stil stark von Peter Hook (Joy Division und New Order) inspiriert sei. Die Begeisterung ihres Vaters für seine Bands hätte ihre musikalische Entwicklung stark beeinflusst. Neben Post-Punk wird Davies auch von klassischer Musik beeinflusst. Auf dem Track „Prelude to Ecstasy“ von The Last Dinner Party spielt sie auch Klavier.